# 蒙特科隆博
蒙特科隆博（Monte Colombo）是意大利艾米利亚-罗马涅大区里米尼省的一个已废置的市镇，面积11.9平方公里，人口2,550人（2007年）。
2016年1月1日该市镇与蒙特斯库多合并成新的蒙特斯库多-蒙特科隆博市镇。